# Peugeot 401
La 401 è una vettura di classe alta prodotta nel biennio 1934-35 dalla Casa francese Peugeot.

## Profilo
La 401 nacque per andare a rappresentare il segmento alto di gamma della Casa francese con un modello ben preciso. Questo perché nella seconda metà degli anni venti la graduatoria nella gamma Peugeot si era fatta piuttosto approssimativa, con pochi modelli di classe media, e la gamma stessa era spesso piuttosto incompleta. La 401 andò a sostituire non uno, ma due modelli che tra l'altro erano fuori produzione già da alcuni anni: la Peugeot Type 183 dotata di un 2 litri era fuori produzione da un paio di anni, mentre la Type 181 dotata di un motore da 1,6 litri era fuori commercio addirittura da sei anni (dal 1928, per la precisione). La 401 raccolse l'eredità di entrambe le vetture e lo fece presentandosi come vettura dalle linee piuttosto imponenti ed eleganti, sia in configurazione limousine che in configurazione cabriolet.

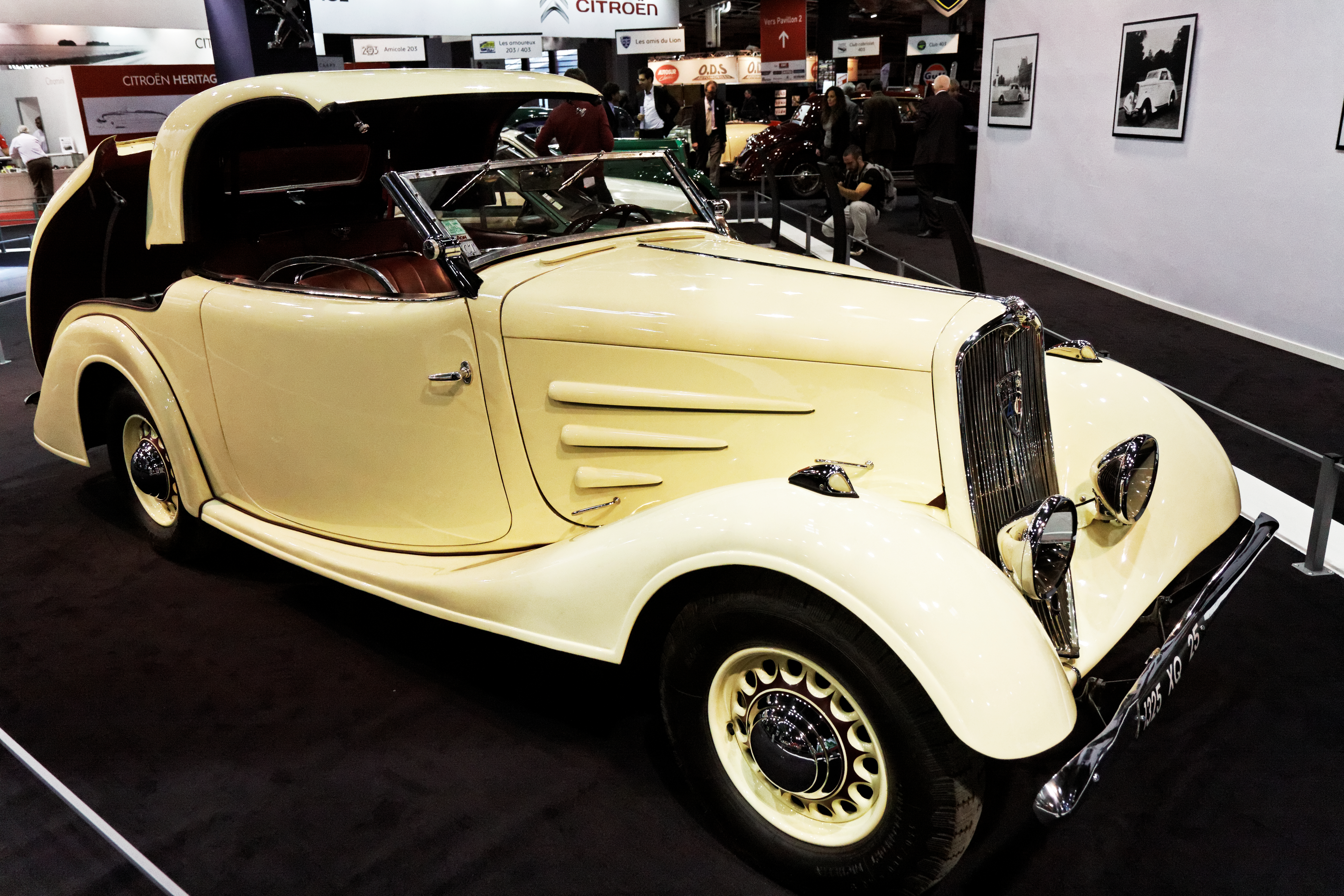
La "Eclipse" del 1935

La 401 fece da base anche per la versione "Eclipse", dotata di tetto ripiegabile in metallo, prodotta in pochissimi esemplari. La 401 fu prodotta nelle versioni D e DL (a passo lungo).
La 401 era equipaggiata da un 4 cilindri in linea da 1720 cm³ in grado di erogare 44 CV di potenza massima. La scarsa potenza e il peso elevato ne penalizzarono le prestazioni, che non superavano i 100 km/h. Il cambio era manuale a tre marce. Il telaio era invece di ottima fattura e le doti di tenuta di strada erano più che buone, grazie all'avantreno a ruote indipendenti, soluzione inaugurata con la Peugeot 201 di 3 anni prima.
La 401 ottenne un discreto successo, anche se non eccezionale: ciò era da imputare, oltre che alle prestazioni non molto entusiasmanti, anche ad alcuni problemi a livello di meccanica che tendevano a manifestarsi su questa vettura. Perciò la 401 fu tolta di produzione dopo neppure due anni di produzione.